# Hans 't Mannetje

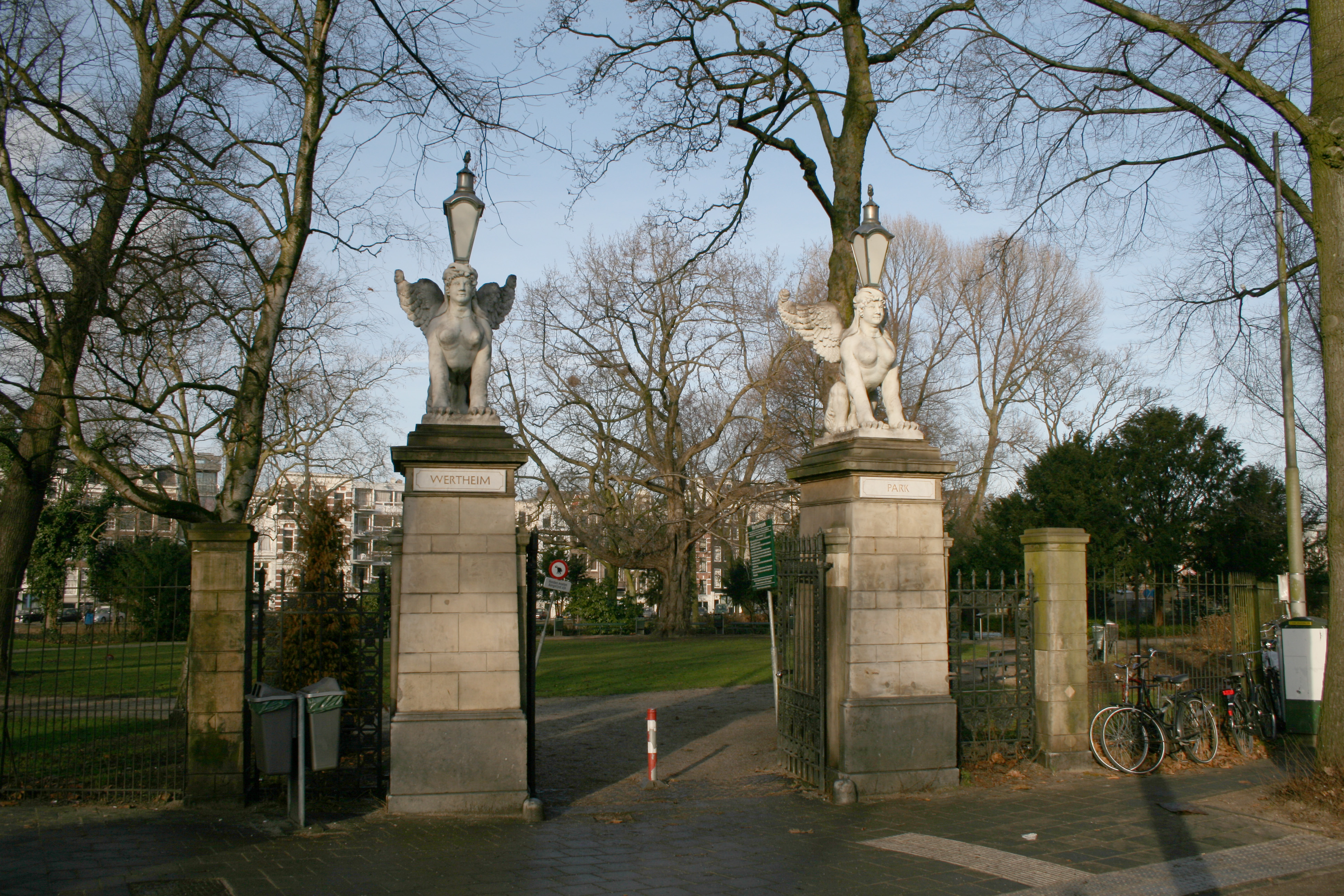
Sfinxen bij de ingang van het Wertheimpark

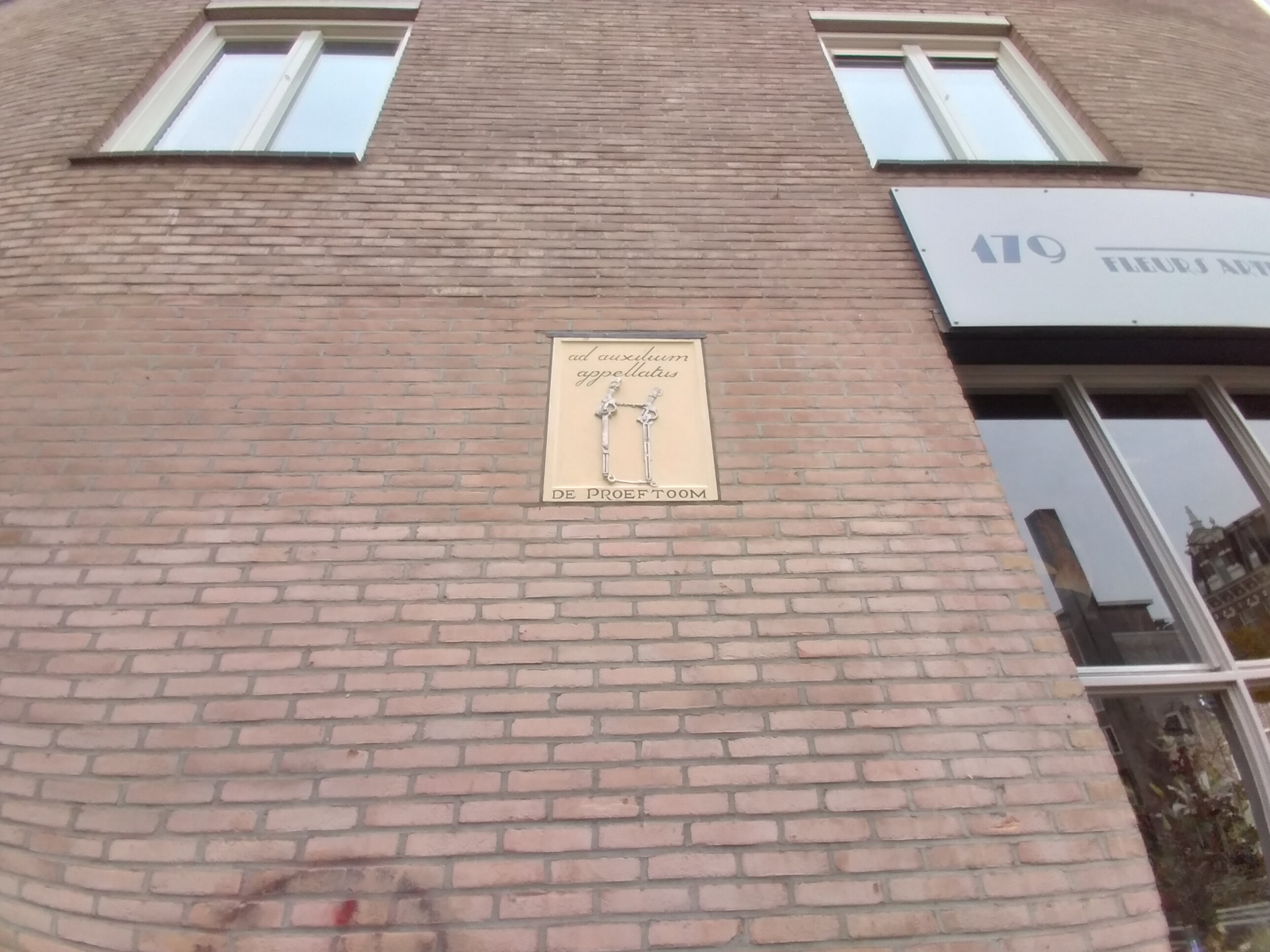
Gevelsteen Proeftoom (oktober 2020)

Johan George (Hans) 't Mannetje (Hillegom, 9 september 1944 – aldaar, 2 mei 2016) was een Nederlands beeldhouwer, vooral bekend om zijn gevelstenen.

## Leven
Hij volgde enige jaren de Rijksakademie voor Beeldende Kunsten en was uitvoerder bij Stadsbeeldhouwer Hildo Krop.
't Mannetje richtte eind jaren zestig in Amsterdam het Restauratieatelier Uilenburg op met als doelstelling het restaureren en vervaardigen van gebeeldhouwde onderdelen voor monumenten. Ook de kroonluchters in de Trêveszaal zijn hier vervaardigd. In de twintig jaar van zijn bestaan ontwikkelde het atelier zich tot een leerschool op het gebied van bouwbeeldhouwwerk en heeft het een aantal beeldhouwers en vaklieden voortgebracht. De teloorgang van het atelier als gemeentelijke dienst legde 't Mannetje vast in de Gedenksteen restauratieatelier Uilenburg. Twee van zijn laatste stenen zijn Kroon- en ritterlantaarn, ook op Uilenburg.
't Mannetje hield zich ook bezig met moderne gevelstenen. Tientallen stenen van zijn hand zijn in de Amsterdamse binnenstad te vinden, zoals de Gevelsteen Claes Claesz. Hofje. Ook maakte hij enkele vrijstaande monumentale beelden zoals de gevleugelde marmeren sfinxen aan de ingang van het Wertheimpark en de Zuildragende schildpad/Grenspaal in marmer en hardsteen op de Sint Anthoniesluis.
Hij had een atelier in Zutphen en later in Dieren.

## Proeftoom
Een van zijn gevelstenen is sinds 1995 te vinden in de zijgevel van het gebouw Overtoom 179 te Amsterdam-West. De gevelsteen laat een zogenaamde proeftoom, een experimenteel leidsel, zien naar een ontwerp van Simon Stevin. Stevin kon aan de hand van het proefmodel aan Maurits van Oranje uitleggen hoe het moest werken als ook uitproberen. De gevelsteen draagt in "Ad auxilium appelatus" een latijnse spreuk die "Te hulp geroepen" betekent. De ingemetselde steen van 71 bij 55 centimeter is zichtbaar vanaf een open ruimte die vanaf de Overtoom toegang biedt tot de achteringang van de Hollandsche Manege. Of de “toom” ook naar de Overtoom verwijst is niet bekend.